# Low Island, Byron Sound
Low Island är en ö i territoriet Falklandsöarna (Storbritannien). Den ligger i den nordvästra delen av ögruppen, 190 km väster om huvudstaden Stanley.